# Roman Bronfman
Roman Bronfman (hebrejsky: רומן ברונפמן) je izraelský politik a bývalý poslanec Knesetu za stranu Merec-Jachad.

## Biografie
Narodil se 22. dubna 1954 na Ukrajině v tehdejším Sovětském svazu. V roce 1980 přesídlil do Izraele. Sloužil v izraelské armádě, kde získal hodnost seržanta ve vojenském letectvu. Vystudoval ruskou literaturu a jazyk na Černovické univerzitě. V roce 1989 pak získal doktorát z ruských a slavistických studií na Hebrejské univerzitě. Hovoří hebrejsky, rusky, ukrajinsky a anglicky.

## Politická dráha
Působil jako šéfredaktor ruskojazyčných novin Vremja, které vycházely v rámci vydavatelské skupiny Ma'ariv. V letech 1996–1998 byl prezidentem organizace Sionistické fórum, která zastřešuje aktivity Židů z bývalého Sovětského svazu. V letech 1993–1996 byl členem samosprávy města Haifa, zároveň vedl městský odbor pro absorpci imigrantů.
V izraelském parlamentu zasedl poprvé po volbách do Knesetu v roce 1996, v nichž nastupoval za stranu Jisra'el ba-alija (byl i předsedou jejího parlamentního klubu). Byl členem výboru pro kontrolu státu, petičního výboru, výboru House Committee a finančního výboru. Mandát obhájil ve volbách do Knesetu v roce 1999, přičemž opět kandidoval za Jisra'el ba-alija. Se stranou se ale ještě během roku 1999 rozešel a založil vlastní levicovou formaci Bechira demokratit (Demokratická volba). Ve funkčním období 1999–2003 působil v parlamentním výboru pro ústavu, právo a spravedlnost a výboru pro ekonomické záležitosti.
Do voleb v roce 2003 nastupovala strana Bechira demokratit v rámci kandidátní listiny Merec-Jachad a Bronfman byl opětovně zvolen. Předsedal podvýboru pro obnovu práv imigrantů z jejich zemí původu, byl členem výboru pro drogové závislosti, výboru pro imigraci, absorpci a záležitosti diaspory a výboru pro záležitosti vnitra a životního prostředí.
Ve volbách do Knesetu v roce 2006 mandát nezískal.